# Das Geheimnis des steinernen Monsters
Das Geheimnis des steinernen Monsters (Original The Monolith Monsters) ist ein in Schwarzweiß gedrehter, US-amerikanischer Science-Fiction-Film aus dem Jahr 1957 von John Sherwood. Der Film basiert auf einer Idee des Regisseurs Jack Arnold.
Die Bruchstücke eines eingeschlagenen Meteoriten beginnen bei Berührung mit Wasser rasant zu wachsen. Bald bedrohen die gigantischen Monolithen eine nahe gelegene Stadt.

## Handlung
Die Bruchstücke eines in der Wüste von Kalifornien niedergegangenen Meteoriten besitzen unheimliche Kräfte. Sobald sie mit Wasser in Berührung kommen, entwickeln sie ein rasantes kristallines Wachstum. Häuser werden zerstört, Menschen versteinern. Die Gesteinsbrocken, die der Umgebung jegliches Silizium entziehen, brechen ab einer bestimmten Größe auseinander, dann beginnt der Wachstumsprozess erneut. Die Monolithen nehmen überdimensionale Ausmaße an und bedrohen eine nahe gelegene Stadt. Als es zu regnen anfängt, bahnt sich eine Katastrophe an. Schließlich entdecken die Wissenschaftler um den Geologen Dave Miller die Schwachstelle der fremdartigen Substanz: Mit Hilfe von Salz wird das Wachstum gestoppt. Miller lässt einen Staudamm sprengen, dessen Wassermassen durch ein Salzabbaugebiet strömen, und Salz in großen Mengen gegen die Monolithen schwemmen. Die Stadt ist gerettet.

## Hintergrund
Die ursprüngliche Idee für das Drehbuch stammte von Jack Arnold. Da Arnold auf Wunsch des Produktionsstudios Universal, bei dem er unter Vertrag stand, den Lana-Turner-Film Immer Ärger mit den Frauen drehen sollte, wurde sein ehemaliger Regieassistent John Sherwood mit der Regie beauftragt, den Arnold bereits für Das Ungeheuer ist unter uns empfohlen hatte.
Die Monolithen und deren Wachstum bildeten auch die Grundlage für das Tiberium in den Command-&-Conquer-Titeln.

## Erstaufführung
Das Geheimnis des steinernen Monsters startete in den USA im Dezember 1957. In der Bundesrepublik Deutschland lief er nicht in den Kinos, sondern wurde erstmals am 22. August 1970 in der ARD im Fernsehen ausgestrahlt.

## Rezeption
„Einfacher, aber wirkungsvoller kleiner Film mit einigen herausragenden Spezialeffekten von Stine. […] einer der interessanteren der realistischen amerikanischen Science-Fiction-Filme der 50er.“

„[Eine] Macht bedroht den Staat oder gar die Menschheit, und ein einzelner [sic] verhindert durch seine einsame, unter demokratischen Aspekten höchst zweifelhafte Entscheidung die allgemeine Katastrophe. […] Wer [die] politischen Ereignisse in Zusammenhang mit der Entstehungszeit des Films bringt, wird beinahe automatisch erkennen, wie plump und raffiniert zugleich der SF-Film hier als Waffe im kalten Krieg [sic] eingesetzt ist.“

„Nur zu Beginn spannende, bald nach den Klischees der Gattung verlaufende Mischung aus Horror und Science-Fiction, die nur auf bescheidenem Niveau Unterhaltung bietet.“